# C・M・コーセメン
ジェヴデト・メフメト・コーセメン（Cevdet Mehmet Kösemen、1984年 - ）は、C. M. Kosemen や彼のペンネーム Nemo Ramjet としても知られる、トルコの研究者・アーティスト・写真家・著者。現生動物や絶滅した動物の描画、シュルレアリスムの表現、架空の惑星とそこに生息する多様な生物圏を紹介する思弁進化プロジェクト Snaiad といった作品で知られる。
オーストラリアの古生物アーティストであるジョン・コンウェイやイギリスの古生物学者ダレン・ナイシュと共に、古生物アートに思弁的なアイディアを盛り込んだ All Yesterdays や、未確認動物学に思弁進化のアイディアを取り込んだ Cryptozoologicon を出版した。いずれも国際的に広く展開された。

## 生い立ちとキャリア
1984年にトルコのアンカラでコーセメンは生を受けた。彼は幼少期から古生物学や絶滅した動物および進化史に興味があり、彼はそれらを奇妙な生物や世界を探る手法として心に描いていた。イスタンブールのサバンジュ大学とニューヨークのコーネル大学に進学し、ロンドン大学ゴールドスミス・カレッジにも在籍し、ドキュメンタリー映画とメディアの研究で修士号を取得する。修士課程修了後はベネトンの発行する雑誌 Colors の編集者を務め、他にも複数の広告代理店に勤務した。
2010年に The Empire Project の芸術展示会のチーフ Kerimcan Güleryüz と出会い、さらに芸術における象徴化が促進される。2010年以降コーセメンの作品はイスタンブールの複数の展示会に出品されており、具体的には2018年1月19日から2月17日にかけてカラキョイで開催された "Sanctuary" などがある。彼の作品は、先史時代の動物の科学的に正確な描写からシュールな絵画まで非常に幅広い。
2011年にコーセメンは自身が17世紀にイスラム教への改宗を強制されたユダヤ人 Dönmeh の子孫であることを知り、それについての著書 Osman Hasan and the Tombstone Photographs of the Dönmes を2014年に出版した。
2012年にコーセメンはオーストラリアの古生物アーティストジョン・コンウェイやイギリスの古生物学者ダレン・ナイシュと共に All Yesterdays を執筆した。同書は古生物アートの中で思弁的なアイディアを探り、人々の注意を引いて肯定的なレビューを獲得した。コンウェイとコーセメンは、化石化の過程で残りにくい皮膚や脂肪といった様々なタイプの軟組織といった特徴が現在の恐竜の芸術作品では無視されていることに気付き、同書で共同作業を開始した。All Yesterdaysと彼ら3人が後に執筆した著書 Cryptozoologicon は広くメディアに特集された。
コーセメンの2019年の著書 The Disappearing City では、イスタンブール中に存在する20世紀トルコの道路標識や建築物の写真がコレクションされている。同書でコーセメンはイスタンブールの20世紀の建築物が急速に建て替えられていると指摘し、「テルアビブで保存されるタイプの価値ある建物が失われつつある」と主張した。
コーセメンは、Snaiadと呼ばれる架空の系外惑星とそこに生息する生物からなる生物圏を探る自身の思弁進化プロジェクト "Snaiad" でも知られている。彼は同プロジェクトを最終的に本として出版したいと考えている。

## ドキュメンタリー映画
コーセメンと彼の作品に関するドキュメンタリー Tangent Realms: The Worlds of C. M. Kösemen はインディーズ監督ケビン・シュレックが監督し、2018年に公開された。同作ではコーセメンのアート作品だけでなく彼の私生活までもを紹介し、彼をはじめとする人々が人生のどこかの時点で直面する疑問にも迫っている。同作は複数のインディーズ映画フェスティバルで受賞も果たしている。

## 著書
All Tomorrows: A Billion Year Chronicle of the Myriad Species and Mixed Fortunes of Man
出版年 - 2008年
未来の人類と彼らの子孫に関する本。
All Yesterdays: Unique and Speculative Views of Dinosaurs and Other Prehistoric Animals
出版年 - 2012年 ISBN 978-1291177121
先史時代の生物を思弁的に描写する本。ジョン・コンウェイとダレン・ナイシュとの共著。
Nişanyan House, a Photographic Essay
出版年 - 2013年
トルコのシリンジェに位置するニサンヤン・ホテルの居住者への贈り物としてデザインされた写真本。
All Your Yesterdays:  Extraordinary Visions of Extinct Life by a New Generation of Palaeoartists
出版年 - 2013年
All Yesterdays の続編。さらに多くのアーティストによる思弁的な古生物アートが掲載されている。コーセメンのWebサイトで電子書籍版が無料で利用できる。
Cryptozoologicon: The Biology, Evolution, and Mythology of Hidden Animals
出版年 - 2013年 ISBN 978-1291621532
様々な未確認動物に思弁生物学的なアプローチを採用する本。ジョン・コンウェイとダレン・ナイシュとの共著。
Osman Hasan and the Tombstone Photographs of the Dönmes'
出版年 - 2014年 ISBN 978-6054326976
トルコのDönmeh のコミュニティを慰霊する本。
The Bodrum Jewish Cemetery
出版年 - 2018年 ISBN 978-605-9022-90-3
ユダヤ人のコミュニティが暮らしていた数少ない痕跡の1つである、トルコのボドルムに位置するユダヤ人の墓地を探る本。
The Disappearing City: Hand-Painted Apartment Signs and Architectural Details from 20th-Century Istanbul
出版年 - 2018年 ISBN 978-605-2380-39-0
イスタンブールで見られる20世紀の道路標識と建築物の写真集。全2巻。
A Karakaş Speaks: Interviews with a Member of Turkey’s Crypto-Judaic “Dönme” Sect
出版年 - 2018年
トルコにおける隠れたDönmehコミュニティに関する本。
Memories and Stories of Bodrum's Jewish Community
出版年 - 2019年 ISBN 978-605-7884-17-6
トルコのボドルムに暮らしていたユダヤ人の隠れたコミュニティを探る本。
Hatıratlarda Türkiye Yahudileri
出版年 - 2019年 ISBN 978-605-7884-732
トルコのユダヤ人による、トルコのユダヤ人にまつわる歴史的な個人的な回想録を編集した本。Rıfat N. Bali との共著。
Memoirs of an Istanbul Psychiatrist
出版年 - 2020年 ISBN 978-625-7900-16-4
トルコの神経精神医学者 Henri Griladze の伝記の複写・英訳・編集版。
コーセメンは個人のスケッチや作品をWeb上で公開している。特に過去のスケッチ類は2つのコレクション Tangent Worlds: From the Sketchbooks of C. M. Kosemen（2016年）と Alternate Life: From the Online Sketchbooks of C. M. Kosemen（2019年）に纏められており、pdfとしてダウンロードできる。